# Джонстон, Макс (футболист)
Макс Джо́нстон (англ. Max Johnston; род. 26 декабря 2003, Шотландия) — шотландский футболист, защитник клуба «Штурм» и сборной Шотландии.

## Клубная карьера
Джонстон — воспитанник клуба «Мотеруэлл». 13 февраля 2021 года в матче против «Гамильтон Академикал» он дебютировал в шотландской Премьер-лиге. Летом того же года Джонстон на правах аренды перешёл в «Куин оф зе Саут». В матче против «Рейт Роверс» он дебютировал в шотландском Чемпионшипе. 6 ноября в поединке против «Рейт Роверс» Макс забил свой первый гол за «Киун оф зе Саут». 
Летом 2022 года Джонстон был арендован «Коув Рейнджерс». 1 октября в матче против «Арброт» он дебютировал за новый клуб. По окончании аренды Джонстон вернулся в «Мотеруэлл». 15 февраля в поединке против «Сент-Миррен» Макс забил свой первый гол за клуб.
Летом 2023 года Джонстон перешёл в австрийский «Штурм», подписав контракт на четыре года.